# Grčina
Gërçinë en albanais et Grčina en serbe latin (en serbe cyrillique : Грчина) est une localité du Kosovo située dans la commune/municipalité de Gjakovë/Đakovica, district de Gjakovë/Đakovica (Kosovo) ou de Pejë/Peć (Serbie). Selon le recensement kosovar de 2011, elle compte 1 255 habitants, dont une majorité d'Albanais.
La localité est également connue sous le nom albanais de Gërqinë.

## Histoire
Dans le village, la tour-résidence de Kaqel Rama, qui remonte au XIXe siècle, est proposée pour une inscription sur la liste des monuments culturels du Kosovo.

## Démographie

### Évolution historique de la population dans la localité
| 1948 | 1953 | 1961 | 1971 | 1981 | 1991 | 2011  |
| ---- | ---- | ---- | ---- | ---- | ---- | ----- |
| 471  | 499  | 537  | 669  | 870  | 985  | 1 255 |

|  |